# Erebus harmonia
Erebus harmonia är en fjärilsart som beskrevs av Pieter Cramer 1779. Erebus harmonia ingår i släktet Erebus och familjen nattflyn. Inga underarter finns listade i Catalogue of Life.